# HD 155358 c
HD 155358 c는 허큘리스자리 방향으로 지구로부터 약 142광년 떨어져 있는 항성 HD 155358 주위를 돌고 있는 외계 행성이다. 질량으로 보아 가스 행성이며 모항성으로부터 약 1.224 천문단위 떨어져서 약 530.3일 마다 항성을 한 바퀴 돈다. 행성의 궤도는 다소 이심률이 크다. 최소 질량은 목성의 절반 정도이다.
c의 표면 온도는 화성과 비슷한 211 켈빈 정도로 추측된다. c 주변에는 화성 비슷한 환경을 갖는 외계 위성이 있을 가능성이 있다.

## 같이 보기
- HD 155358 b